# 인제대학교 서울백병원
인제대학교 서울백병원(仁濟大學校 서울白病院)은 인제대학교 부속 종합병원이었으나 2023년 8월 31일에 폐원하였다.

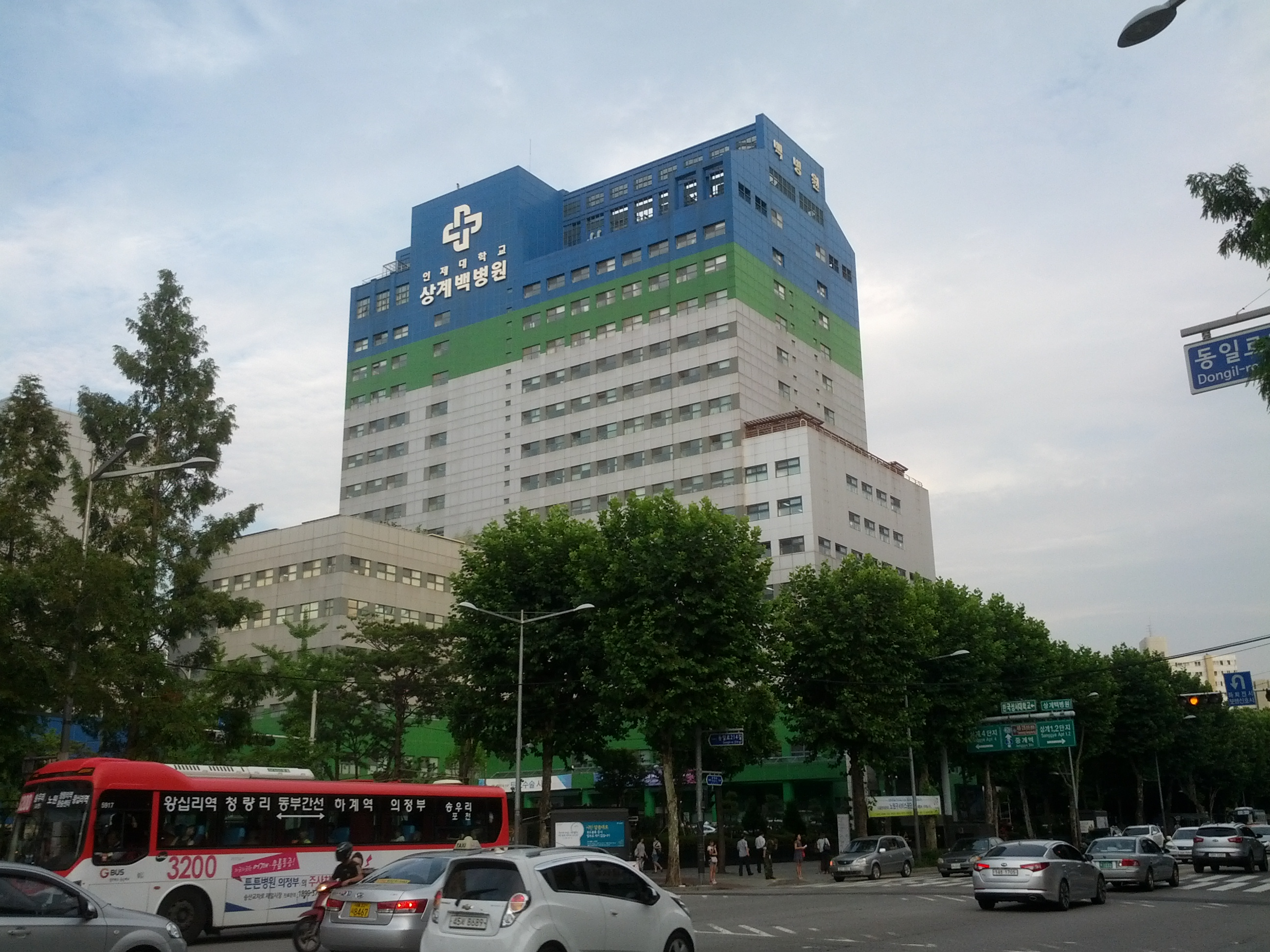
상계백병원

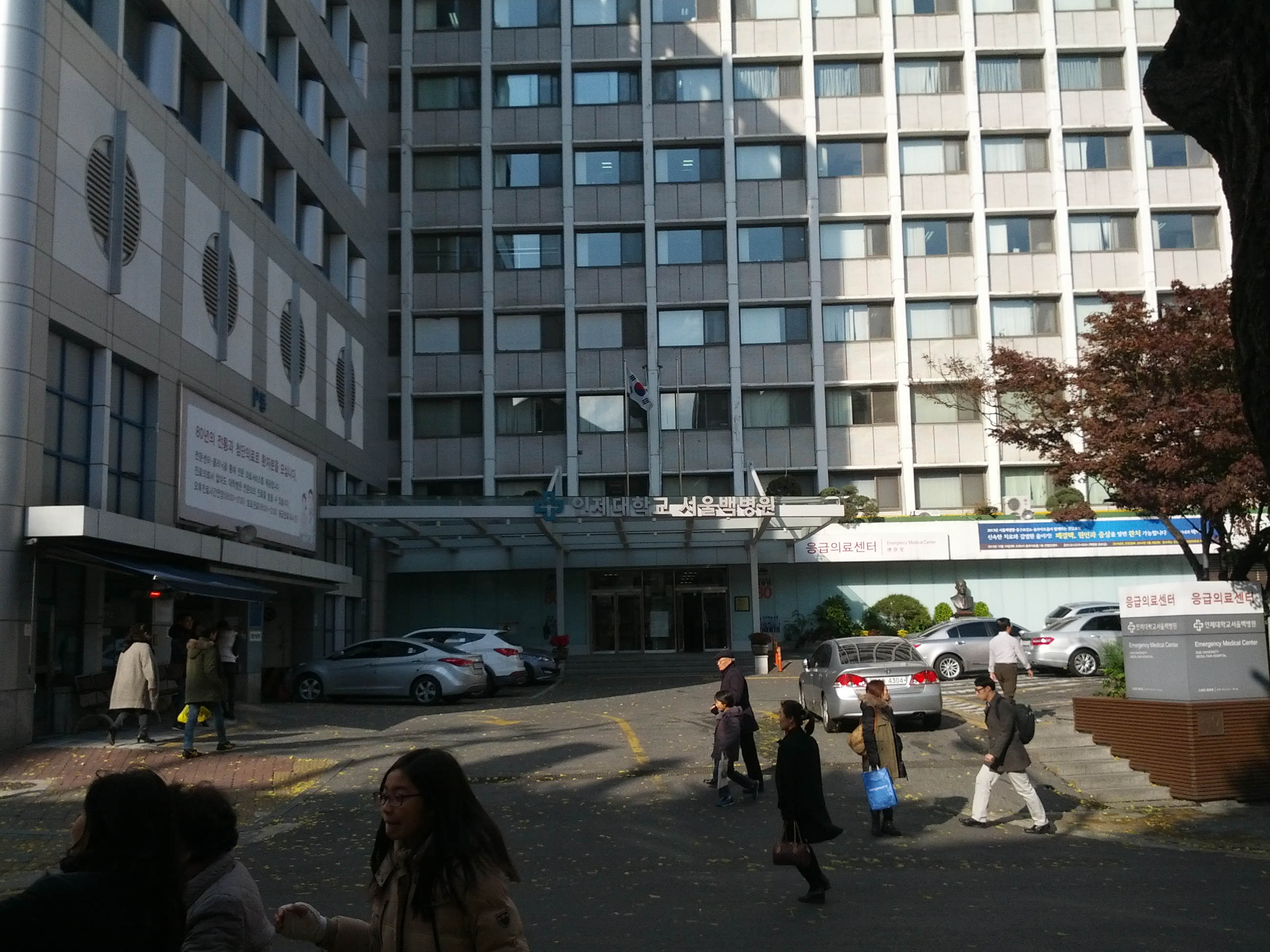
서울백병원

1941년에 경성의학전문학교 외과 주임교수이던 백인제가 경성부에서 개원한 외과 병원을 모체로 삼고 있다. 백인제가 내건 표어는 인술제세(仁術濟世)와 인덕제세(仁德濟世)였다. 1946년에 한국 최초의 민립 공익법인으로 재단법인 백병원이 설립되었다.
그러나 1950년에 한국 전쟁이 발발하면서 초대 원장인 백인제가 동생 백붕제와 함께 납북되었다. 1946년 12월 17일 백인제가 우리나라 최초로 설립한 민립공익법인 ‘재단법인 백병원’은 ‘학교법인 인제학원’(1979.1.12. 문교부 정식허가. 설립자 대표 백낙조)으로 새롭게 태어났으며, 아울러 백중앙의료원이 탄생하였다. 
인제대학교는 백병원을 모태로 설립되어 종합대학으로 승격한 학교이다. 서울백병원(270병상), 부산백병원(903병상), 상계백병원(790병상), 일산백병원(800병상), 해운대백병원(1004병상)의 다섯 개 병원을 운영 중이다. '한국의 슈바이처'로 불리는 장기려는 백인제의 제자였으며 부산백병원 명예원장을 지냈다.

## 설립목표
- 의학연구의 향상
- 균형된 의료혜택에의 기여
- 인재 양성을 위한 장학제도 구현
- 의료기술로 사회발전에 이바지

## 연혁
- 1941년: 백인제 외과병원 개설
- 1946년: 재단법인 백병원 설립
- 1950년: 한국 전쟁 중 원장 백인제 납북
- 1957년: 단과 수련 병원으로 인가 (외과)
- 1972년: 종합병원으로 발족 (150병상 16개 진료과)
- 1974년: 인턴 및 레지던트 수련병원으로 인가
- 1974년: 제1회 수련의 배출
- 1979년 1월: 학교법인 인제학원 발족
- 1979년 1월: 백중앙의료원 발족
- 1979년 3월 1일: 인제의과대학 개교
- 1983년 10월 19일: 서울백병원 암센터 개원
- 1993년 3월: 서울백병원 분자생물학연구소 개소
- 1998년 9월: 서울백병원 한국위암센터 개원
- 2004년 11월: 뇌과학기술연구소 개소
- 2023년 8월 31일: 진료종료

## 같이 보기
- 인제대학교
- 인제대학교 부산백병원
- 인제대학교 상계백병원
- 인제대학교 일산백병원
- 인제대학교 해운대백병원
- 백인제

## 참고 문헌
- “병원 연혁”. 인제대학교 백병원. 2007년 2월 24일에 원본 문서에서 보존된 문서. 2008년 6월 6일에 확인함.